# Villeneuve-lès-Avignon
Villeneuve-lès-Avignon är en kommun i departementet Gard i regionen Occitanien i södra Frankrike. Kommunen ligger i kantonen Villeneuve-lès-Avignon som tillhör arrondissementet Nîmes. År 2022 hade Villeneuve-lès-Avignon 12 950 invånare.

## Befolkningsutveckling
Antalet invånare i kommunen Villeneuve-lès-Avignon
Referens:INSEE